# Kisekemező
Kisekemező (románul Târnăvioara, németül Kleinprobstdorf) egykor önálló település Erdélyben, Szeben megye területén, jelenleg Kiskapus településrésze.

## Fekvése
A Nagy-Küküllő jobb partján, Kiskapussal szemben helyezkedik el.

## Története
1358-ban Kysekemezeu néven említették először. 1387-ben a szebeni prépostság birtoka volt.
A települést római-katolikus vallású erdélyi szászok alapították, akik később, a reformációt követően felvették a lutheránus vallást. Középkori erődített templomát (melynek építési idejéről nincs tudomásunk, de valószínűleg a 14. század végén már állt) ennek megfelelően átalakítják. A templom falait 1854-ben lebontották, köveiből harangtornyot építettek.
A trianoni békeszerződésig Kis-Küküllő vármegye Hosszúaszói járásához tartozott. Az 1960-as évek végén csatolták Kiskapushoz.

## Lakossága
1910-ben 499 lakosa volt, ebből 357 német és 142 román nemzetiségű.
1966-ban 705 lakosából 459 fő német, 238 fő román, 6 fő magyar és 2 fő cigány nemzetiségűnek vallotta magát.